# 奥托莱巴格
奥托莱巴格（法語：Hottot-les-Bagues，法語發音：[ɔto le baɡ] ⓘ）是法国卡尔瓦多斯省的一个市镇，属于巴约区。

## 地理
奥托莱巴格（49°9'10"N, 0°38'58"W）面积8.39 平方千米，位于法国诺曼底大区卡爾瓦多斯省，该省份为法国西北部沿海省份，北濒大西洋英吉利海峡，东北与滨海塞纳省以海上边界相接，东临厄尔省，南至奧恩省，西与芒什省接壤。
与奥托莱巴格接壤的市镇（或旧市镇、城区）包括：瑟勒河畔瑞维尼、兰热夫尔、瑟勒河畔圣瓦斯特、瑟勒河畔蒂伊、欧尔瑟勒。

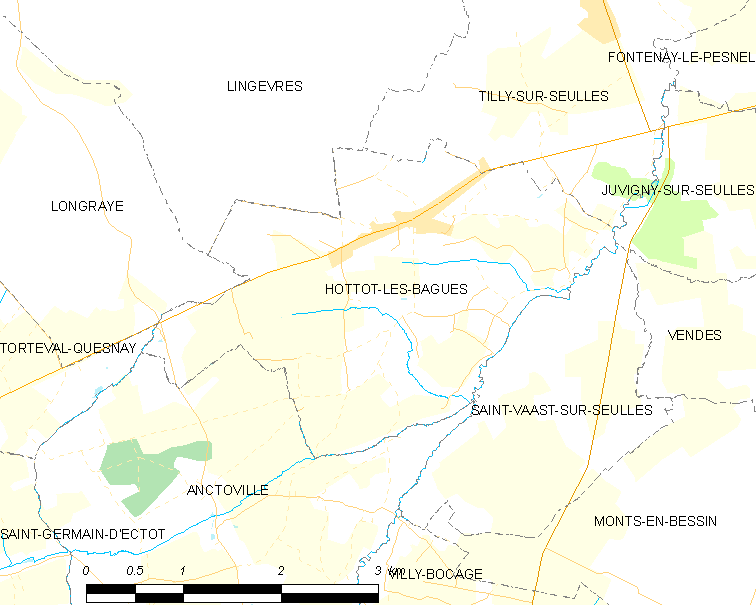
奥托莱巴格的OSM定位图

奥托莱巴格的时区为UTC+01:00、UTC+02:00（夏令时）。

## 行政
奥托莱巴格的邮政编码为14250，INSEE市镇编码为14336。

## 政治
奥托莱巴格所属的省级选区为莱蒙多奈县。

## 人口

1962-2008年间奥托莱巴格人口变化图示

奥托莱巴格于2022年1月1日时的人口数量为461人。